# Harry Govier Seeley
Harry Govier Seeley (Londres, 18 de febrero de 1839 - Kensington, 8 de enero de 1909) fue un paleontólogo británico que determinó que los dinosaurios se clasificaban en dos grandes grupos, los saurisquios y los ornitisquios, basándose en la naturaleza de los sus huesos y articulaciones pélvicas.

## Trayectoria
Publicó sus resultados en 1888, a partir de una conferencia que había dado el año anterior. Los paleontólogos de su tiempo habían estado clasificando los dinosaurios de múltiples maneras, según la estructura de los pies y la forma de los dientes. Sin embargo, la división de Seeley ha resistido el paso del tiempo, aunque irónicamente se ha descubierto que las aves no descienden de los ornitisquios ("cadera de pájaro") sino de los saurisquios ("cadera de lagarto"). Encontró los dos grupos tan diferentes que también defendió un origen separado; no fue hasta la década de 1980 que las nuevas técnicas de análisis cladística demostraron que ambos grupos de dinosaurios habían compartido un antepasado común en el Triásico. Seeley describió y dio nombre a numerosos dinosaurios a partir de los sus fósiles a lo largo de su carrera.

## LibroDragons on the Air
Su popular libro sobre pterosaurios, Dragons of the Air (1901) señala que los pájaros y los pterosaurios tienen muchas similitudes. A pesar de que su creencia que tenían un origen común fue demostrada que era incorrecta, atacó la caracterización de Richard Owen de los pterosaurios como planeadores lentos de sangre fría, y los reconoció como voladores activos de sangre caliente.
Seeley fue ayudante de Adam Sedgwick en el Woodwardian Museum de Cambridge desde de 1859. Declinó trabajos tanto en el British Museum como con el Geological Survey de Gran Bretaña para continuar su trabajo. Más adelante, aceptó un puesto de trabajo en el King's College (Cambridge).

## Abreviatura (zoología)
La abreviatura Seeley  se emplea para indicar a Harry Govier Seeley como autoridad en la descripción y taxonomía en zoología.